# Dans la maison
Dans la maison is een Franse film van François Ozon die werd uitgebracht in 2012.
Het scenario is gebaseerd op het toneelstuk  El chico de la última fila (2006) van Juan Mayorga.

## Samenvatting
Germain, een leraar Frans in een lyceum, voelt zich altijd maar opnieuw ontgoocheld door het lage en banale niveau van de door zijn leerlingen gemaakte opstellen. Eén leerling, de 16-jarige Claude Garcia, een onopvallend figuur, levert een tekst af die Germain fascineert. Claude beschrijft daarin hoe hij tijdens de vakantie de woning van zijn klasmakker Rapha heeft bespioneerd. Germain leest ook dat Claude zou willen doordringen tot de intimiteit van Rapha's familie. Germain is van oordeel dat Claude zijn schrijftalent combineert met een uitzonderlijk observatietalent. 
Germain spoort hem aan om zijn gave verder te ontwikkelen en te blijven schrijven over Rapha en diens familie in wie hij gaandeweg al evenveel interesse toont als zijn pupil. Claude wint het vertrouwen van de familie door Rapha bijles wiskunde te geven. Rapha's punten stijgen zodat Claude welkom is in de huiskring. Al gauw blijkt dat zijn teksten vol voyeuristische observaties zitten. Germain raakt meer en meer geïntrigeerd. 

## Rolverdeling
- Fabrice Luchini: Germain Germain, leraar literatuur
- Ernst Umhauer: Claude Garcia, een scholier
- Kristin Scott Thomas: Jeanne, de vrouw van Germain
- Emmanuelle Seigner: Esther, de moeder van Rapha
- Denis Ménochet: Raphaël Artole, de vader
- Bastien Ughetto: Raphaël Artole, de zoon, een scholier
- Jean-François Balmer: de schooldirecteur
- Yolande Moreau: de tweeling
- Catherine Davenier: Anouk
- Vincent Schmitt: Bernard
- Jacques Bosc: de vader van Claude